# Новосёловка (Кременчугский район)
Новосёловка (укр. Новоселівка) — село, Белецковский сельский совет, Кременчугский район, Полтавская область, Украина.
Код КОАТУУ — 5322480404. Население по переписи 2001 года составляло 754 человека.

## Географическое положение
Село Новосёловка находится в 5 км от правого берега реки Днепр, примыкает к Кременчугским плавням, на расстоянии в 0,5 км расположено села Старая Белецкая, в 1 км — село Белецковка. Через село проходит автомобильная дорога Р-10.

## История
В 1859 году в деревне владельческой Новоселовка (Малая Скаржинка) быдо 46 дворов где жило 313 человек.

## Объекты социальной сферы
- Фельдшерско-акушерский пункт.
- Дом культуры.